# Windows DVD 播放程式
DVD播放器（英語：DVD Player，也称为dvdplay.exe）是一个包含在Windows 98、Windows Me和Windows 2000中的计算机程序，用来自动播放DVD光盘。DVD播放器从Windows 98开始引入，并在之后的Windows XP开始被移除。从Windows XP开始，DVD播放采用内置的其他应用程序，例如Windows Media Player和Windows Media Center。
由于Media Center从Windows 10开始被移除，并且DVD编解码器也自Windows 8以后的系統中移除，一个新的独立的DVD播放器程序被再次引入。

## 功能
在DVD播放器启动时，它会按字母顺序从C:开始搜索所有本地驱动器，寻找一个Video_TS文件夹。找到此文件夹后，将会加载里面的数据文件并开始播放视频流。如果在查找DVD驱动器前找到了该文件夹，播放器将尝试播放首个找到的文件夹中的数据。

## 兼容性
在Windows 98和Windows 2000中，DVD播放器只在基于硬件的MPEG解码器存在时播放DVD。在Windows Me中，DVD播放器支持基于软件的MPEG解码器。
在Windows XP、Vista、Windows 7和Windows 8中：DVDPlay.exe不再作为一个独立的应用程序，DVD功能被引入到Windows Media Player。虽然DVDPlay的可执行文件仍然存留在%Windir%\system32目录，但它只是执行Windows Media Player。不过，基于硬件的全功能版本在Windows XP pre-RC1时仍存在。在Windows 8中， Windows Media Center和DVD播放支持被归入一个Windows 8 Pro的付费使用的可选组件，以此应对解码器授权费用和越来越多不包括光驱的设备。

## Windows 10版本
Windows DVD播放器是一个Windows商店应用，它可以为Windows 10提供DVD播放功能。
在该应用启动时，它会搜索光盘驱动器上的影片文件以启动。它也可以作为一个光盘插入时的“自动播放”选项被使用。但是，如果应用运行时光盘被切换，该应用需要被重新启动。
它是作为一个付费应用提供，可在Windows商店中购买。Windows DVD播放器会免费分发给从包含Windows Media Center的Windows 7或Windows 8升级的用户，因为该软件已从Windows 10中去除。